# Murlo
Murlo är en kommun i provinsen Siena i regionen Toscana i Italien. Kommunen hade 2 413 invånare (2018).